# Monte Guerizín
El Monte Guerizín o Monte Garizín es uno de los dos montes colindantes con la ciudad cisjordana de Nablus (bíblica Siquén), en Palestina, que delimita por el sur el valle en que se sitúa esta ciudad, mientras que por el norte lo hace el Monte Ebal. Es una de las mayores elevaciones de Cisjordania, ya que alcanza los 868 metros de altura sobre el nivel del mar (69.5 metros por debajo del Monte Ebal). Tiene un especial escarpe en su cara que da al norte; está escasamente cubierto de vegetación en su cima, en donde hay un poblado samaritano (Kiryat Luza) y un asentamiento israelí llamado Har Brajá (La Montaña de la Bendición). En sus faldas hay una fuente que representa una provisión continua de agua viva para Nablus.